# (21640) Petekirkland
(21640) Petekirkland (1999 NX39) – planetoida z pasa głównego asteroid okrążająca Słońce w ciągu 3,44 lat w średniej odległości 2,28 j.a. Odkryta 14 lipca 1999 roku.